# Ivana Valois, kraljica Navare
Ivana Valois (Ivana Francuska; španjolski: Juana) bila je francuska kraljevna i navarska kraljica kao supruga Karla II., kralja Navare („Karlo Loši“). Osim što je bila kraljica supruga, princeza Ivana (francuski: Jeanne) djelovala je kao regentica Navare tijekom suprugova odsustva. Ivanini su roditelji bili kralj Francuske Ivan II. Dobri i gospa Bona.
Dana 12. veljače 1352. Ivana se udala za Karla, sina Ivane II., kraljice Navare i Filipa III., kralja Navare. Karlo, poznat kao „Loši/Nevaljali“, bio je Ivanin bratić, premda ne u prvom koljenu. Do 1360., Ivana je bila u Francuskoj.
Kao Karlova žena, Ivana je bila grofica Évreuxa.
Karlo je s vremenom imao sve više povjerenja u svoju suprugu, postavivši ju za regenta. Najpoznatija kći kraljevskog para bila je Ivana Navarska, engleska kraljica, žena kralja Henrika IV. Pretpostavlja se da je Ivana Valois rodila sedmero djece. Ivanin sin, Karlo III., oženio se Leonorom Kastiljskom.
Ivana Valois umrla je 3. studenoga 1373. godine u dobi od 30 godina, a pokopana je u bazilici Saint-Denis, mjestu sahrane francuskih kraljeva. 